# محمد الصادق الشطي
محمد الصادق الشطي (1894-1945) هو محمد الصادق بن محمد بن محمد الشطي. الفقيه الفرضي والأستاذ بجامع الزّيتونة بتونس.
ترجم له أكثر من واحد ومنهم الباحث محمد محفوظ الذي أورد له في كتابه تراجم المؤلفين ترجمة ضافية، نقلها بدوره من مقدمة الطبعة الثانية لكتاب لباب الفرائض بقلم الكاتب الصحفي تلميذ المترجم الشيخ محمد المنصف المنستيري في سبع صفحات.

## حياته وعلمه
ولد بمساكن بلدة الأشراف (سنة 1312هـ/1894م) واستظهر القرآن وتلقى مبادئ العلوم العربية والشرعية والفرائض والحساب، وحفظ كثيرا من المتون على المؤدّب في الكتّاب الذي لبث فيه ثماني سنوات، وفي هذا الطّور أبدى عناية خاصة ونجابة ملحوظة في دراسة الحساب والفرائض على خلاف المألوف في مثل سنّه. بلغ في الحساب إلى إتقان الكسور العشريّة وتمرّن تمرينا طيبا على العمل بالفرائض.
لمّا بلغ سنّ الرابعة عشرة التحق بجامع الزيتونة في سنة 1907/1325

## شيوخه
أخذ عن أعلامه كمحمد الطاهر بن عاشور ومحمد العزيز جعيط وبلحسن النجار وصالح المالقي ومحمد الخضر حسين ومحمد رضوان ومحمد بن يوسف ومحمد النخلي ومحمد جعيط ومحمد الصادق النيفر وصالح الهواري وعثمان المكي التوزري وعلي الشنوفي وسعيد بن فطوش السطيفي وغيرهم.

## دراسته
وتخرج منه محرزا على شهادة التطويع في سنة 1912/1331، وبعد ذلك درّس بجامع الزيتونة بصفته متطوعا مع متابعة دروس التعليم العالي، ثم شارك في مناظرة التّدريس من الطبقة الثالثة، فكان النجاح حليفه. وفي سنة 1921/1340 نجح في مناظرة التدريس من الطبقة الثانية، وفي سنة 1342/1932 نجح في مناظرة التّدريس من الطبقة الأولى بعد وفاة شيخه –المصلح- محمد النخلي. قرن الشيخ محمد الصادق بين التّدريس والتّأليف. وكتب في علم الفرائض الذي برع فيه وفي علوم التّربية وفي الفقه

## مؤلّفاته
لباب الفرائض وجمع فيه بين الفقه والحساب والعمل، وألحق به من الجداول والتمارين ما يعين الطالب ويوضح له الموضوع تمام الوضوح، كان مقررا تدريسه على طلبة المرحلة الثانوية من التعليم الزيتوني. طبع للمرة الأولى بتونس سنة 1353/1934، وطبع مرة ثانية بمطبعة الإرادة سنة 1951/1370، وبمطبعة المعارف بسوسة، وبدار الغرب الإسلامي ببيروت لبنان سنة 1988. - الغرّة في شرح فقه الدّرّة وهو شرح على قسم الفرائض من منظومة الدرة البيضاء للشيخ عبد الرحمان الأخضري الجزائري، وجعل لها خاتمة في تصحيح الفرائض بأسلوب سهل، وكان مقرّرا تدريسه على طلبة السّنة الرّابعة من تعليم المرحلى الابتدائية الزيتونية، وطُبع بتونس سنة 1355ه. - روح التّربية والتّعليم، وقد كُلّف بتدريس هذه المادة في وقت كانت المؤلفات فيه قليلة باللغة العربية وهي على قلتها يعز ورودها إلى تونس، فرجع إلى ما كتبه الأقدمون في ثنايا مؤلّفاتهم مما له صلة بهذه المادة ومستفيدا من تجاربه في التدريس مدة تفوق الثلاثين عاما. وقد طُبع هذا الكتاب بتونس دون ذكر تاريخ ويبدو أنّه سنة 1363ه/1944م. - تهذيب وتحرير إيضاح السالك في قواعد الإمام مالك للونشريسي صاحب المعيار. طغى عليه المرض في السنوات الأخيرة من عمره إلى أن أودى بحياته في 21ربيع الثاني 1364هـ/4أفريل1945م ودُفن بتونس.